# 214P/LINEAR
La comète LINEAR, officiellement 214P/LINEAR, est une comète périodique du système solaire, découverte le 7 février 2002 par le programme LINEAR.